# Territorio del Darién
El territorio del Darién fue un territorio nacional de la República de la Nueva Granada creado el 2 de junio de 1846 y extinto el 22 de junio de 1850. El territorio estaba localizado en la zona que hoy compone a la provincia panameña del Darién, el extremo este de la provincia de Panamá, la comarca Emberá-Wounaan y la parte sur de la comarca Guna Yala, así como la parte norte del departamento colombiano del Chocó. Sus límites eran por el este el río Atrato desde su desembocadura hasta su confluencia con el Napipí, por el sur este río en toda su extensión hasta su origen y desde su allí una línea recta hasta la bahía de Cupica en el océano Pacífico, por el oeste el curso del río Lagartos desde su desembocadura en el Pacífico hasta su origen, de allí una línea recta hasta el fondo de la bahía Mandinga, y por la costa occidental de esta ensenada hasta la punta de San Juan.
Comprendía los pueblos de San Miguel, Chimán, Yaviza, Chepigana, Molineca, Pinogana, Santa María y Tucutí.
El territorio tenía un total de 4.671 habitantes, quienes debían pagar únicamente las contribuciones municipales y tenían derecho a 60 fanegadas de tierras baldías por familia. Una vez suprimido fue reincorporado a la provincia de Panamá como cantón.